# Fuzz Orchestra
La Fuzz Orchestra è un gruppo musicale heavy metal/noise rock italiano, nato nel 2006 a Milano.

## Storia
Nato nel 2006, il gruppo pubblica l'album d'esordio nel marzo 2007, l'omonimo Fuzz Orchestra, edito da Wallace Records e Bar La Muerte.  Il disco, lungo circa 30 minuti, è un concentrato di narrazioni di temi della storia italiana come la resistenza e lo stragismo affrontati attraverso musiche taglienti e istintive. Il gruppo, che si descrive con la frase Black Sabbath meet Morricone meet Revolution, ha tenuto concerti e partecipato a manifestazioni in Italia, Europa e Stati Uniti. Nel febbraio 2009 è stato pubblicato l'album Comunicato n°2.
Nell'estate 2011, al gruppo già composto da Luca Ciffo e Fabio Ferrario, si unisce il batterista Paolo Mongardi, componente degli Zeus! e dei Ronin ed ex Jennifer Gentle. Il 4 dicembre 2012 viene pubblicato il terzo disco Morire per la patria. A quest'ultimo lavoro hanno partecipato anche Enrico Gabrielli, Xabier Iriondo, Dario Ciffo e Edoardo Ricci.
Nel 2014 il gruppo partecipa alla riedizione dell'album Hai paura del buio? degli Afterhours, collaborando al rifacimento del brano Questo pazzo pazzo mondo di tasse.

## Formazione

### Formazione attuale
- Luca Ciffo - chitarra e voce (2006-oggi)
- Fabio Ferrario aka "Fiè" - noisepiano (2006-oggi)
- Paolo Mongardi - batteria (2011-oggi)

### Ex componenti
- Marco Mazzoldi - batteria (2006-2011)

## Discografia
- 2007 – Fuzz Orchestra (Wallace Records, Bar La Muerte)
- 2009 – Comunicato n.2 (Boring Machines, Wallace Records, Escape from Today, Bar La Muerte, Dizlexiqa)
- 2012 – Morire per la patria (Blinde Proteus, Bloody Sound Fucktory, Boring Machines, Brigadisco, Cheap Satanism, Escape from Today, fromSCRATCH, HysM?, Il verso del cinghiale, Offset, Tandori, To Lose La Track, Trasponsonic, Villa Inferno, Wallace Records, NO FI recordings)
- 2016 – Uccideteli tutti! Dio riconoscerà i suoi (Woodworm)